# Campionat del Món d'atletisme de 1983 - 400 metres tanques femenins
Els 400 metres tanques femenins al Campionat del Món d'atletisme de 1983 van tenir lloc a l'estadi Olímpic de Hèlsinki dels dies 8 al 10 d'agost.
31 atletes van participar en la prova. L'atleta soviètica Anna Ambraziene arribava com a favorita a la prova, i havia batut el rècord del món dos mesos abans. Malgrat això, una altra soviètica, Yekaterina Fesenko, va guanyar la medalla d'or, la seva única medalla a uns Campionats del Món d'atletisme.

## Medallistes
| Or     | Yekaterina Fesenko Unió Soviètica (URS)                    |
| Argent | Anna Ambrazienė Unió Soviètica (URS)                       |
| Bronze | Ellen Neumann-Fiedler República Democràtica Alemanya (GDR) |

## Rècords
| Rècords abans del Campionat del Món d'atletisme de 1983     | Rècords abans del Campionat del Món d'atletisme de 1983 | Rècords abans del Campionat del Món d'atletisme de 1983 | Rècords abans del Campionat del Món d'atletisme de 1983 | Rècords abans del Campionat del Món d'atletisme de 1983 |
| ----------------------------------------------------------- | ------------------------------------------------------- | ------------------------------------------------------- | ------------------------------------------------------- | ------------------------------------------------------- |
| Rècord del Món                                              | Anna Ambrazienė (URS)                                   | 54.02                                                   | 11 de juny de 1983                                      | Moscou, Unió Soviètica                                  |
| Rècord del Campionat                                        | Nova prova                                              | Nova prova                                              | Nova prova                                              | Nova prova                                              |
| Rècords establerts al Campionat del Món d'atletisme de 1983 |                                                         |                                                         |                                                         |                                                         |
| Rècord del Campionat                                        | Yekaterina Fesenko (URS)                                | 54.14                                                   | 10 d'agost de 1983                                      | Hèlsinki, Finlàndia                                     |

## Resultats

### Final
La final va tenir lloc el 10 d'agost.
| Pos.              | Atleta                      | Temps |
| ----------------- | --------------------------- | ----- |
| Medalla d'or      | Yekaterina Fesenko (URS)    | 54.14 |
| Medalla de plata  | Anna Ambrazienė (URS)       | 54.15 |
| Medalla de bronze | Ellen Neumann-Fiedler (GDR) | 54.55 |
| 4.                | Petra Pfaff (GDR)           | 54.64 |
| 5.                | Petra Krug (GDR)            | 54.76 |
| 6.                | Ann-Louise Skoglund (SWE)   | 54.80 |
| 7.                | Susan Morley (GBR)          | 56.04 |
| 8.                | Cristieana Cojocaru (ROU)   | 56.26 |

### Semifinals
Les semifinals van tenir lloc el 9 d'agost. Les quatre primeres atletes de cada semifinal avançaven a la final.
| Pos. | Atleta                     | Temps |
| ---- | -------------------------- | ----- |
| 1.   | Petra Pfaff (GDR)          | 55.77 |
| 2.   | Yekaterina Fesenko (URS)   | 55.99 |
| 3.   | Ann-Louise Skoglund (SWE)  | 56.01 |
| 4.   | Susan Morley (GBR)         | 56.09 |
| 5.   | Debbie Flintoff-King (AUS) | 56.63 |
| 6.   | Gwen Wall (CAN)            | 56.68 |
| 7.   | Judi Brown-King (USA)      | 57.98 |
| —    | Hilde Fredriksen (NOR)     | DNS   |

| Pos. | Atleta                      | Temps |
| ---- | --------------------------- | ----- |
| 1.   | Anna Ambrazienė (URS)       | 55.18 |
| 2.   | Ellen Neumann-Fiedler (GDR) | 55.23 |
| 3.   | Petra Krug (GDR)            | 55.98 |
| 4.   | Cristieana Cojocaru (ROU)   | 56.71 |
| 5.   | Sharrieffa Barksdale (USA)  | 56.81 |
| 6.   | Nawal El Moutawakil (MAR)   | 57.10 |
| 7.   | Anna Filicková (TCH)        | 57.64 |
| 8.   | Christine Slythe (CAN)      | 58.53 |

### Sèries classificatòries
Les sèries van tenir lloc el 8 d'agost. Les quatre primeres atletes de cada sèrie avançaven a les semifinals.
| Pos. | Atleta                    | Temps   |
| ---- | ------------------------- | ------- |
| 1.   | Yekaterina Fesenko (URS)  | 56.43   |
| 2.   | Ann-Louise Skoglund (SWE) | 56.80   |
| 3.   | Gwen Wall (CAN)           | 57.14   |
| 4.   | Judi Brown-King (USA)     | 57.14   |
| 5.   | Giuseppina Cirulli (ITA)  | 57.43   |
| 6.   | Rose Tata-Muya (KEN)      | 58.09   |
| 7.   | Guihua Liu (CHN)          | 59.39   |
| 8.   | Felicia Candelario (DOM)  | 1:00.72 |

| Pos. | Atleta                   | Temps |
| ---- | ------------------------ | ----- |
| 1.   | Anna Ambrazienė (URS)    | 56.30 |
| 2.   | Susan Morley (GBR)       | 56.58 |
| 3.   | Petra Krug (GDR)         | 56.87 |
| 4.   | Anna Filicková (TCH)     | 57.09 |
| 5.   | Ruth Kyalisima (UGA)     | 57.58 |
| 6.   | Helle Sichlau (DEN)      | 57.90 |
| 7.   | Tonja Brown (USA)        | 58.00 |
| 8.   | Ovrill Dwyer-Brown (JAM) | 58.40 |

| Pos. | Atleta                        | Temps |
| ---- | ----------------------------- | ----- |
| 1.   | Nawal El Moutawakil (MAR)     | 56.52 |
| 2.   | Petra Pfaff (GDR)             | 56.56 |
| 3.   | Hilde Fredriksen (NOR)        | 56.66 |
| 4.   | Christine Slythe (CAN)        | 57.40 |
| 5.   | Sandra Farmer-Patrick (JAM)   | 57.97 |
| 6.   | Verona Elder (GBR)            | 58.74 |
| 7.   | Tuija Helander-Kuusisto (FIN) | 59.43 |
| —    | Mary Wagner (FRG)             | DNF   |

| Pos. | Atleta                      | Temps   |
| ---- | --------------------------- | ------- |
| 1.   | Debbie Flintoff-King (AUS)  | 56.47   |
| 2.   | Cristieana Cojocaru (ROU)   | 56.49   |
| 3.   | Ellen Neumann-Fiedler (GDR) | 56.58   |
| 4.   | Sharrieffa Barksdale (USA)  | 56.60   |
| 5.   | Gladys Taylor (GBR)         | 58.25   |
| 6.   | Andrea Page (CAN)           | 58.55   |
| 7.   | Marcela Sevcikova (TCH)     | 1:00.34 |